# نشانگان چین زانو
نشانگان چین زانو یا سندروم پلیکا (انگلیسی: Plica syndrome) یک بیماری است که در آن یک پرده به نام چین زانو (پلیکا) در درون زانو که در حالت معمولی مشکلی ایجاد نمی‌کند منشأ بروز درد و التهاب در زانو می‌شود. پلیکا غشایی زلاله‌ای (سینوویال) است که در اغلب زانوها وجود دارد.
علائم نشانگان چین زانو شامل درد جلوی زانو، صدای کلیک و احساس تق‌تق در مفصل کشککی رانی به ویژه در زمان فعالیت‌های تحمل بار از جمله چمباتمه نشستن است.
در شرایط عادی، غشا این چین‌خوردگی نازک و غالباً شفاف است و پلیکا سمت خارجی (مدیال) کشکک که از نظر بالینی اهمیت بیشتری هم دارد، از سر بالایی خود به ماهیچه مفصلی زانو اتصال پیدا می‌کند و در سر دورینه (دیستال) به غشای زلاله‌ای (سینوویال) بین مفصلی و رباط کشککی‌درشت‌نئی در سمت مدیال لایه چربی پشت کشکک وصل می‌شود و بسته به موقعیت قرارگیری، اندازه و میزان کشسانی پلیکا، ممکن است در زاویه ۷۰ تا ۱۰۰ درجه خم کردن زانو بین زردپی چهارسر و لقمه استخوان ران گیر کرده و علائم مکانیکی ایجاد کند.

## سبب‌شناسی
نشانگان پلیکا در زانو، یکی از دلایل درد جلوی زانو در برخی ورزشکاران است که در بیشتر مواقع دلیل شناخته شده‌ای ندارد، اما در سبب‌شناسی آن مواردی در ارتباط با ضربه، سندروم پرکاری، وجود هماتوم، دیابت و بیماری‌های التهاب مفصلی مطرح است.
این نشانگان در هر دو جنسیت و در سه دهه اول زندگی افراد دیده می‌شود و در بیشتر مواقع سندروم پلیکا دلیل شناخته شده‌ای ندارد به گونه ای که باید عنوان کرد در ۶۰ درصد موارد به صورت دوطرفه دیده می‌شود و در سایر موارد در ارتباط با ضربه، سندروم پرکاری، وجود هماتوم، دیابت و بیماری‌های التهاب مفصلی است.
این نشانگان در نوجوانان، معمولاً در زمان جهش رشدی بروز می‌کند و علائم نشانگان چین زانو غالباً با استفاده مکرر از زانو یا در فعالیت‌های سنگین که شامل حرکات فلکشن و اکسنتشن زانو است بروز پیدا می‌کند. براساس موقعیت بروز درد، این سندروم به دسته‌های فوق کشککی، مدیال کشککی و زیر یا لترال کشککی تقسیم می‌شوند.
این نشانگان زمانی پاتولوژی می‌شود که کیفیت ذاتی آن به دلیل روند التهابی که باعث تغییر انعطاف‌پذیری بافت زلاله‌ای شود، تغییر کند. در این صورت و طی پروسه التهابی، پلیکا تبدیل به یک بافت ناکشسان، سفت، ضخیم و فیبروتیک می‌شود و در وضعیت خم شدن زانو، بین ران و کشکک گیر می‌افتد و علائم درد غیراختصاصی ناحیه قدامی و قدامی داخلی زانو را به وجود می‌آورد و به دلیل اتصال غیرمستقیم به ماهیچه چهارسر ران ، ضعف این عضله و عدم تعادل قدرت آن، همچنین فلکشن طولانی مدت زانو می‌تواند نقش مهمی در بروز علائم این سندروم ایفا کند.

## تشخیص
گرفتن تاریخچه بیماری و درد، تست‌های کلینیکی و تصویربرداری از جمله راه‌های تشخیص این سندروم هستند و بعضی بیماران سابقه یک ضربه گنگ یا پیچش در زانو را گزارش می‌کنند که با التهاب و تجمع مایع در زانو همراه بوده‌است و منجر به درد متمرکز سمت داخلی زانو شده‌است.
گاهی هم درد قدامی زانو با افزایش فعالیت‌های ورزشی یا کاری، همراه با فلکشن و اکستنشن مکرر گزارش می‌شود که مفصل کشککی رانی را تحریک کرده و گاهی علائم کلاسیک نشانگان در فازهای اولیه فعالیت‌های ورزشی حذف می‌شود، اما با تأخیر چند ماهه دوباره بروز می‌کند و فرد را از ادامه فعالیت بازمی‌دارد.